# Törzsszövetség (regény)
A Törzsszövetség Lovas Lajos magyar író szatirikus, társadalomkritikus sci-fi kalandregénye. A kötet 2016-ban jelent meg a Metropolis Media gondozásában a Galaktika Fantasztikus könyvek sorozatban. Az alkotás a pikareszk regények évszázados hagyományát eleveníti fel. A regény 2017-ben Zsoldos Péter-díjat nyert.

## Történet
|  | Alább a cselekmény részletei következnek! |

Béri Andrásnak, a Kulturális Minisztérium kishivatalnokának élete és vele együtt az emberiség sora egy napon végzetesen megváltozott. Az apokaliptikus vízió egy áramszünettel kezdődött, de aztán később kiderült, hogy nemcsak az elektromosság szűnt meg, hanem hirtelen eltűnt egy sor más technikai vívmány is, elsősorban a kőolaj-származékokkal működő járművek. A világvége hangulatot erősítette, hogy az emberek többségének is nyoma veszett, csak az intelligensebb emberek maradtak a bolygón.
A magyar kormány töredéke, a Honvédelmi Tanáccsá alakult át, és azonnal kihirdette a szükségállapotot. Futárokat küldtek a szomszédos országok felé, hogy náluk is hasonló-e a helyzet. András és kollégája, Géza Horvátország felé vette az irányt. Kerékpárral indultak útnak, a Balatonon vitorláshajóval utaztak, nyomukban a sci-fibe oltott politikai leleplező-burleszk elemek sokasága járt. A szokásosnál jóval kihaltabb adriai tengerparton egy váratlan találkozás várt rájuk.
A történet Budapestről indult, Dalmácia tengerpartján folytatódott, de a főhősök eljutottak Kínába, Angliába és Brüsszelbe is, míg végül hazatértek Budapestre.
|  | Itt a vége a cselekmény részletezésének! |

## Szereplők
- Béri „Balogh” András
- Gáza, András munkatársa
- Lesznay Anna
- Kázmér bácsi
- Marek
- tanárnők, kislányok, művészek
- katonák, szerzetesek, politikusok, uralkodók

## Kritikák
1. A történet nem nevezhető hagyományos értelemben vett sci-finek, hanem sokkal inkább politikai paródia, vagy olyan utópia, amelynek táptalaja a korlátlan fantázia.[1]
2. A regény a környezettudatosságra, az élő környezet ápolására, óvására is tanít. Az, hogy az ember(iség)nek nem szabad elfelednie, vagyis inkább újra kell tanulnia felelősen együtt élnie a növényekkel és állatokkal. Ezenkívül azt a képességet is el kell sajátítania, hogy békében együtt tudjon élni az emberi faj többi tagjával, és felül tudjon kerekedni a kicsinyes politikai érdekeken. Mindez a „tanítás” a humor burkába lett csomagolva, a regény mindvégig élvezetes és olvasmányos maradt.[2]
3. A posztapokaliptikus élet egy vérbő utazási kalandregény lapjain bontakozik ki előttünk. Valós tragédia, brutalitás nem árnyékolja be a kötetet, van az egész cselekményben valami meseszerű, ami roppant szórakoztatóvá teszi a könyvet.[3]
4. A kötet borítóján olvasható: „Moldova György és Douglas Adams törvénytelen (fene)gyerekének új regénye!”

## Hasonló témájú regények
- Komacu Szakjó: A holnap elrablói (regény)
- Arkagyij és Borisz Sztrugackij: A hétfő szombaton kezdődik[4]
- Kim Stanley Robinson: A rizs és a só évei